# Seymour R. Cray
Seymour Roger Cray (født 28. september 1925, død 5. oktober 1996) var en amerikansk elektroingeniør og pioner indenfor anvendelse af transistorer i computere og siden udvikler af supercomputere til brug for store erhvervsvirksomheder og læreanstalter.

## Cray Research
Cray var et geni inden for computerteknologi. Han har haft ansættelse hos Control Data Corporation, HP og IBM men følte at han selv skulle prøve kræfter med en supercomputer. Han stiftede Cray Research. Allerede i tidsrummet 1976 -1982 gik han ind og skabte Cray-1/Cray-1A med en clockfrekvens på hele 80MHz. Ikke noget i dag, men dengang imponerende.
Cray døde ved en bilulykke i 1996.

## Tekniske tilgange
Cray bliver tit citeret for to vigtige aspekter i hans designfilosofi: Fjerne varme og sikre at alle signaler som det er meningen skal ankomme et eller andet sted samtidigt faktisk ankommer samtidigt.
Når Cray blev spurgt om hvilken slags CAD-værktøj han anvendte til Cray-1, sagde Cray at han kunne lide #3 blyanter med grafpapir. Cray anbefalede at anvende bagsiderne af papirene, så linjerne ikke var så dominante. Da han fik fortalt at Apple Computer lige havde købt en Cray til at hjælpe dem med designet af den næste Apple Macintosh, svarede Cray at han lige havde købt en Macintosh til at designe den næste Cray.